# Inégalité de Tchebychev pour les sommes

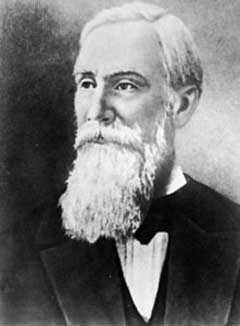
Pafnouti Tchebychev, mathématicien à l'origine de cette inégalité

L’inégalité de Tchebychev pour les sommes est due à Pafnouti Tchebychev. Elle  est un cas particulier de l'inégalité FKG et de l'inégalité de Harris. Elle ne doit pas être confondue avec l'inégalité de Bienaymé-Tchebychev.

## Énoncé
Inégalité de Tchebychev pour les sommes — Si {\displaystyle a_{1}\geq a_{2}\geq \cdots \geq a_{n}\ } et {\displaystyle b_{1}\geq b_{2}\geq \cdots \geq b_{n},} alors
De même, si {\displaystyle a_{1}\geq a_{2}\geq \cdots \geq a_{n}} et {\displaystyle b_{1}\leq b_{2}\leq \cdots \leq b_{n},} alors

## Version continue: inégalité de corrélation
Il existe une version continue de l'inégalité de Tchebychev pour les sommes :
Théorème —  Si f et g sont des fonctions à valeurs réelles, intégrables sur [0, 1], toutes deux croissantes (ou toutes deux décroissantes), alors
Une version plus générale est la suivante : 
Inégalité de corrélation —  Pour toute variable aléatoire réelle X, si f et g sont des fonctions à valeurs réelles, toutes deux croissantes (ou toutes deux décroissantes), telles que f(X) et g(X) soient de carré intégrables sur [0, 1], alors
ou bien, de manière équivalente,
- L'inégalité de Tchebychev pour les sommes se déduit de l'inégalité de corrélation par application du théorème de transfert pour les variables aléatoires réelles : il suffit de choisir, dans l'inégalité de corrélation, une variable aléatoire réelle X suivant la loi uniforme discrète sur {\displaystyle [\![1,n]\!],} puis de poser f(i) = ai et g(i) = bi.
- La version continue  de l'inégalité de Tchebychev pour les sommes se déduit de l'inégalité de corrélation de manière analogue, en choisissant, dans l'inégalité de corrélation, une variable aléatoire réelle X suivant la loi uniforme continue sur [0, 1].
- La démonstration de l'inégalité de corrélation est analogue à la démonstration de l'inégalité de Tchebychev pour les sommes, telle que donnée dans cette page : cette démonstration figure, comme premier pas de la démonstration de l'inégalité FKG, sur la page correspondante.

## Référence
1. ↑  
(en) C. M. Fortuin, P. W. Kasteleyn et J. Ginibre, « Correlation inequalities on some partially ordered sets », Commun. Math. Phys., vol. 22,‎ 1971, p. 89-103 (ISSN 0010-3616, présentation en ligne).